# Chronopappus bifrons
Chronopappus bifrons là một loài thực vật có hoa trong họ Cúc. Loài này được (DC. ex Pers.) DC. mô tả khoa học đầu tiên năm 1836.